# Las Caobas
Las Caobas (en francés Lascahobas y en criollo haitiano Laskawobas) es una comuna de Haití que está situada en el distrito de Las Caobas, del departamento de Centro.

## Historia
Fue fundada por colonos españoles en 1763 con el nombre de San Gabriel de las Caobas. Sería ocupada, junto con Bánica, en agosto de 1795 por las tropas de Toussaint Louverture.

## Secciones
Está formado por las secciones de:
- Petit Fond
- Juampas (que abarca la villa de Las Caobas)

## Demografía
| Gráfica de evolución demográfica de Las Caobas entre 2009 y 2015 |
|                                                                  |

Los datos demográficos contemplados en este gráfico de la comuna de Las Caobas son estimaciones que se han cogido de 2009 a 2015 de la página del Instituto Haitiano de Estadística e Informática (IHSI). 

## Economía
La economía local se basa en la producción de café, de la caña de azúcar, del tabaco y del henequén.